# L'Alouette (test)
Pour les articles homonymes, voir Alouette.
Le test de l'Alouette est un test de lecture qui permet d'évaluer le niveau de décodage lexical (automaticité).  Il consiste à lire à haute voix un texte non-signifiant.  On compte le nombre de mots lus et d'erreurs en un temps donné.

## Historique
Il a été élaboré par le psychologue scolaire Pierre Lefavrais en 1963. 
Il est édité depuis 1965 par les éditions du centre de psychologie appliquée (ECPA). Une seconde édition date de 1967. Un nouvel étalonnage a été réalisé en 2005 pour des enfants de 6 à 16 ans. Le test a ensuite été validé pour les jeunes adultes en 2018.

## Objectif
L'objectif de l’Alouette est de fournir des indications de performances dans une situation de lecture à voix haute d’un texte. Il apporte des éléments sur la vitesse et la correction de la lecture. Il permet d'élaborer un âge lexique.
L’Alouette est principalement un outil de dépistage des difficultés en lecture (dyslexie, par exemple).
Le test de l'Alouette a plusieurs objectifs principaux :
Mesurer la Vitesse de Lecture : L'objectif principal de ce test est de mesurer la rapidité avec laquelle un individu peut lire un texte à voix haute tout en préservant une compréhension adéquate. Cela donne une indication de la fluidité de la lecture.
Évaluer la Précision : Le test vise également à évaluer la précision de la lecture en comptant le nombre de mots correctement lus. Cela permet de déterminer dans quelle mesure le lecteur est capable de déchiffrer correctement le texte.
Identifier les Besoins en Lecture : Les résultats du test peuvent aider les enseignants et les professionnels de l'éducation à identifier les besoins spécifiques des élèves en matière de lecture. Cela permet d'adapter l'enseignement pour répondre aux besoins individuels.
Suivre les Progrès : En administrant le test à différents moments suffisamment distants (pour éviter l'effet d'apprentissage), il est possible de suivre les progrès d'un individu dans le développement de ses compétences en lecture. Cela peut être particulièrement utile pour évaluer l'efficacité des interventions éducatives.

## Déroulement
L'enfant lit un texte de 265 mots dont la plupart sont inconnus pour les jeunes sujets. La lecture se fait en trois minutes (ou moins, si l'enfant arrive à finir le texte avant). 
On calcule l'âge lexique à partir du nombre de mots lus en 3 minutes (ou moins) et ce nombre de mots est corrigé en fonction du nombre d'erreurs de lecture. 
Comme le texte n'a pas de signification pour l'enfant, il ne permet pas de mesurer la compréhension.